# Райнов, Тимофей Иванович
Тимофей Иванович Райнов (31 июля (12 августа) 1888, с. Кольчевка Бессарабской губернии Российской империи — 12 июня 1958, Москва) — русский советский философ, литературовед, историк науки, социолог, педагог.

## Биография
Обучался в Санкт-Петербургском политехническом институте, изучал право в Санкт-Петербургском университете.
Участник Первой мировой войны. В конце 1917 года был освобождён от службы по состоянию здоровья.
После установления Советской власти на Украине, преподавал на педагогических курсах в Кривом Роге.
С 1923 работал в библиотеке Коммунистической академии в Москве, в 1924—1935 руководил отделом библиографической консультации. Впоследствии работал в институте истории естествознания и техники, в институте востоковедения АН СССР, преподавал в МГУ.
Похоронен на Введенском кладбище (17 уч.).

## Научная деятельность
Сфера научных интересов — философия, история науки, литературоведение, экономика и социология. Особое внимание уделял динамике развития науки, характерным для того или иного периода особенностям стиля научного мышления, их соотношению с организационными аспектами науки. Райнов ближе других исследователей науки, включая и Дж. Д. Бернала, приблизился к социологическому подходу в исследовании науки; он применял статистические методы в анализе как количественного роста науки, так и содержательных сторон её развития.
Участвовал в издававшихся Б. А. Лезиным сборниках, объединявших последователей А. А. Потебни, — «Вопросы теории и психологии творчества».
Работы Райнова носят преимущественно философский характер. По своим философским взглядам примыкал к неокантианству, в частности, к Э. Маху.
Искусствоведческие и литературоведческие работы, работы по вопросам теории и истории литературы Т. Райнова насыщены философскими экскурсами. Идеалистический характер философских изысканий Райнова оказал влияние и на его литературоведческие работы.

## Награды
- орден Трудового Красного Знамени (10.06.1945)

## Избранные публикации
- Теория творчества. Харьков, 1914;

«Духовный путь Тютчева». Петроград, 1923 год, издательство «Колос».

- Теория искусства Канта в связи с его теорией науки // Вопросы теории и психологии творчества. Т. VI. Вып.1. Харьков, 1915;
- О философских взглядах и педагогических приемах А. С. Лаппо-Данилевского //ЖМНП. 1915. № 3;
- «Обрыв» Гончарова, как художественное целое // Вопросы теории и психологии творчества. т. VII, Харьков, 1916;
- Лейбниц в русской философии второй половины XIX века //Вестник Европы. 1916. № 128;
- М. И. Каринский // Вестник Европы. 1917. № 9-12;
- К психологии личности и творчества П. Л. Лаврова. Пг., 1922;
- Духовный путь Тютчева. Петроград, 1923;
- Александр Афанасьевич Потебня. Петроград, 1924;
- Отчуждение действия (социологические очерки) // Вестник Коммунистической академии. 1925. Кн.13, 14, 15;
- Природа в творчестве Короленко, «Червоний шлях», 1927, № 9—10;
- Эстетика Толстого и его искусство, в сб. «Эстетика Толстого», ГАХН, Москва, 1929
- Wave-like Fluctuationss of Creative Productivity in the Development of West-european Physics in the XVII and XIX Centuries (Волнообразные флуктуации творческой продуктивности в развитии западноевропейской физики XVII и XIX веках). 1929;
- История науки в трудах Джорджа Сортона // Социалистическая реконструкция и наука. 1932. Вып.9, 10;
- О типе разностороннего ученого // Социалистическая реконструкция и наука. 1934. Вып.10;
- Руководящие открытия в науке // Социалистическая реконструкция и наука. 1935. Вып.9, 10;
- Наука в России XI—XVII веков. М.-Л., 1940.

Неопубликованными остались работы Т. Райнова: «Массово-коллективистские проблемы в русской науке 50-80-х гг. XIX в.»; «Рыцарь красного луча. К психологии творчества К. А. Тимирязева»; «Очерк специального курса по истории науки X—XVII вв. на европейском западе».